# Nematopsis goneplaxi
Nematopsis goneplaxi is een soort in de taxonomische indeling van de Myzozoa, een stam van microscopische parasitaire dieren. Het organisme komt uit het geslacht Nematopsis en behoort tot de familie Porosporidae. Nematopsis goneplaxi werd in 1961 ontdekt door Tuzet & Ormieres.